# Aeroportul Regional Sedalia
Aeroportul Regional Sedalia (IATA: DMO, ICAO: KDMO, FAA LID: DMO) este un aeroport din Missouri, Statele Unite ale Americii ce deservește zona Sedalia⁠(d). A fost numit după zona deservită.
Situat la o altitudine de 277 m, aeroportul dispune de 2 piste.

## Infrastructură

### Piste
Aeroportul dispune de 2 piste. Pista 05/23 are suprafața de asfalt și dimensiunile 3.519 picioare × 50 picioare. Pista 18/36 are suprafața de beton și dimensiunile 5.500 picioare × 100 picioare. 